# Kevin Ellis (Politiker)

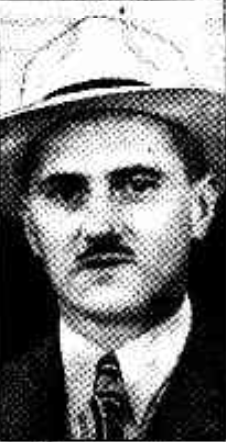
Kevin Ellis (1950)

Sir Kevin William Colin Ellis, KBE (* 15. Mai 1908 in Grenfell, New South Wales; † 22. November 1975 in Point Piper, New South Wales) war ein australischer Politiker der New South Wales Liberal Party, der unter anderem Mitglied sowie zwischen 1965 und 1973 Sprecher der New South Wales Legislative Assembly, des Unterhauses des Parlaments dieses Bundesstaates war.

## Leben
Kevin William Colin Ellis, Sohn des aus England stammenden Landwirts James Ellis und Florence Wyse, absolvierte nach dem Besuch der Fort Street Boys' High School zunächst ein Studium der Rechtswissenschaften an der University of Sydney, welches er 1931 mit einem Bachelor of Laws (LL.B.) beendete. Im Anschluss war er nach seiner Zulassung als Rechtsanwalt von 1932 bis 1950 als Solicitor und Partner in der Anwaltskanzlei D. Lynton Williams, Ellis & Company tätig und engagierte sich zwischen 1937 und 1939 als Fellow des Senats der University of Sydney. Während dieser Zeit absolvierte er zudem ein Studium der Wirtschaftswissenschaften und schloss dieses 1939 mit einem Bachelor of Economics (B.Ec.) ab. Während des Zweiten Weltkrieges leistete er Kriegsdienst in der Royal Australian Air Force (RAAF) und wurde zuletzt zum Hauptmann (Flight Lieutenant) befördert.
Am 8. Mai 1948 wurde Ellis bei einer Nachwahl (By-election) als Kandidat der New South Wales Liberal Party erstmals zum Mitglied der New South Wales Legislative Assembly gewählt, des Unterhauses des Parlaments dieses Bundesstaates, und vertrat als Nachfolger des am 23. März 1948 verstorbenen Lou Cunningham bis zum 14. Januar 1953 den Wahlkreis „Coogee“, woraufhin Lou Walsh von der Labor Party neuer Abgeordneter wurde. Nachdem er am 14. Januar 1953 den Wahlkreis an Lou Walsh verloren hatte, wurde er am 21. März 1956 als Walshs Nachfolger im Wahlkreis „Coogee“ wieder zum Mitglied der Legislative Assembly gewählt und vertrat diesen nunmehr bis zum 5. Februar 1962, woraufhin abermals Walsh zu seinem Nachfolger gewählt wurde. 
Neben seiner politischen Tätigkeit war Kevin Ellis als Solicitor von 1950 bis 1954 in der Kanzlei Kevin Ellis & Company beziehungsweise zwischen 1954 und 1975 für die Kanzlei Kevin Ellis & Price. Ferner engagierte er sich Außerdem war er von 1960 bis 1970 Präsident der National Heart Foundation of Australia, eine 1959 gegründete Wohltätigkeitsorganisation, zu deren Aktivitäten die Finanzierung der Herz-Kreislauf-Forschung, die Unterstützung von Angehörigen der Gesundheitsberufe in ihrer Praxis, die Entwicklung von Aktivitäten zur Gesundheitsförderung, die Information und Aufklärung der Öffentlichkeit sowie die Unterstützung von Menschen mit Herz-Kreislauf-Erkrankungen gehören, Direktor des Prince Henry Hospital in Sydney von 1962 bis 1975 sowie  des ebenfalls in Sydney ansässigen Prince of Wales Hospital zwischen 1961 und 1975. Zwischen 1964 und 1975 war er auch Direktor von James N. Kirby Holdings Pty Ltd und daneben Direktor verschiedener Unternehmen wie P. and M. Engineers Pty Ltd und deren Tochtergesellschaft Pioneer Equipment, Eastmet Minerals, Portec Australia Pty Ltd, Hemingway Robertson Pty Ltd, F. G. Kerr and Company Limited, International Products Limited , Robe River Limited und Unisearch Limited. 
Am 1. Mai 1965 wurde Ellis als Nachfolger von Lou Walsh im Wahlkreis „Coogee“ abermals zum Mitglied der Legislative Assembly gewählt, der er nach seinen Wiederwahlen am 24. Februar 1968 und 13. Februar 1971 bis zum 19. Oktober 1973 angehörte, woraufhin sein Parteifreund Ross Freeman zum neuen Abgeordneten für diesen Wahlkreis gewählt wurde. Als Nachfolger von Ray Maher übernahm er am 26. Mai 1965 den Posten als Speaker of the New South Wales Legislative Assembly und war damit bis zu seiner Ablösung durch Jim Cameron am 3. Dezember 1973 Präsident der Legislativversammlung. Er engagierte sich von 1965 bis 1975 als Mitglied des Rates sowie zwischen 1970 und 1975 auch als stellvertretender Kanzler der University of New South Wales. Des Weiteren fungierte er von 1968 bis 1975 als Direktor des Eastern Suburbs Hospital in Sydney sowie zwischen 1969 und 1975 auch als Präsident der Psychiatric Rehabilitation Association. In Anerkennung der Verdienste als Sprecher der NSW Legislative Assembly wurde er bei den New Year Honours am 1. Januar 1969 als Knight Commander des Order of the British Empire (KBE) geadelt, so dass er fortan das Prädikat „Sir“ führte.
Aus seiner am 27. Juli 1941 geschlossenen Ehe mit Bettie Maunsell gingen eine Tochter und ein Sohn hervor. Nach seinem Tode wurde er auf dem Friedhof der St. Jude’s Kirche der Church of England in Randwick beigesetzt.